# Tajvani szalagostimália
A tajvani szalagostimália (Actinodura morrisoniana) a madarak osztályának verébalakúak (Passeriformes) rendjébe és a Leiothrichidae családjába tartozó faj.

## Rendszerezése
A fajt William Robert Ogilvie-Grant skót ornitológus írta le 1906-ban. Egyes szervezetek a Sibia nembe sorolják Sibia morrisoniana néven.

## Alfajai
- Actinodura souliei griseinucha Delacour & Jabouille, 1930
- Actinodura souliei souliei Oustalet, 1897[1]

## Előfordulása
Délkelet-Ázsiában, Tajvan szigetén honos. A természetes élőhelye a szubtrópusi vagy trópusi hegyi esőerdők és mérsékelt övi erdők. Állandó, nem vonuló faj.

## Megjelenése
Testhossza 18–19 centiméter, átlagos testtömege 32 gramm.

## Életmódja
Ízeltlábúakkal táplálkozik, de fogyaszt bogyókat és vetőmagvakat is.